# Jean de Prangins
Jean de Prangins, mort à Aoste avant le 7 mai 1446, est évêque de Lausanne de 1431 à 1440, puis évêque d'Aoste sous le nom de Jean Ier de 1440 à 1444.

## Biographie

### Origines
La date de naissance de Jean de Prangins est inconnue. Il est mentionné pour la première fois en 1385 comme clerc à Lausanne. Il est fils de Perrod de Prangins, lui-même fils illégitime de noble Jean de Prangins et de Béatrice de Mex. La famille de Prangins est une branche cadette de la famille de Cossonay.

### Évêque de Lausanne de 1433 à 1440
Après la mort de Guillaume de Challant, le Chapitre de la cathédrale de Lausanne élit comme successeur Jean de Prangins en 1431, mais ce choix n'est pas reconnu par le pape Eugène IV, qui a nommé à cette fonction Louis de La Palud,. En dépit de son approbation par le concile de Bâle, La Palud ne peut avoir gain de cause, car Jean de Prangins bénéficie du soutien de la Savoie,. Face à cette opposition, le pape souhaite transférer Louis de La Palud, en 1433, au diocèse d'Avignon, mais celui-ci refuse. Il se fait confirmer à la tête du diocèse de Lausanne par le concile de Bâle en 1435. À la suite notamment d'une lettre du duc de Savoie, le pape annule la décision et excommunie Louis de La Palud l'année suivante,.
En 1441, Louis de La Palud doit accepter son transfert au diocèse de Saint-Jean-de-Maurienne,,.

### Évêque d'Aoste de 1440 à 1444
C'est en 1440 que les évêques de Lausanne et d'Aoste font l'objet d'une permutation: Jean de Prangins , protégé de l'antipape Félix V, est muté du siège épiscopal de Lausanne à celui d'Aoste, en échange de Georges de Saluces, protégé du pape Eugène IV, transféré du siège épiscopal d'Aoste à celui de Lausanne.
En effet, le 1er avril 1440, l'antipape Félix V reconnaît Jean de Prangins en tant que successeur de Georges de Saluces, fut admis au siège épiscopal d'Aoste le 16 février 1433 . Il est nommé évêque de Lausanne en 1440 au diocèse d'Aoste, tandis que Georges de Saluces est transféré au diocèse de Lausanne.
Jean de Prangins va donc occuper le siège épiscopal d'Aoste de 1440 à 1444.

### Archevêque de Nicée de 1444 à 1446
Le 23 octobre 1444, Jean de Prangins est nommé archevêque titulaire de Nicée, mais il  réside désormais  dans son pays natal, le pays vaudois. Le 19 août 1445,  il rédige son testament à Lausanne, dans lequel il désigne comme héritier son successeur sur le siège d'Aoste, Antoine de Prez.
Il meurt en fonction d'archevêque de Nicée in partibus, à Lausanne,  le 7 mai 1446 . Il est inhumé dans un des tombeaux épiscopaux de la cathédrale de Lausanne.